# Jacques Fontaine
Jacques Fontaine (ur. 25 kwietnia 1922 w Les Lilas, zm. 31 maja 2015 w Châtenay-Malabry pod Paryżem) – historyk francuski, badacz antyku chrześcijańskiego.

## Życiorys
Absolwent École des hautes études hispaniques w Madrycie. W latach 1959–1988 profesora na paryskiej Sorbonie. W 1990 został doktorem honoris causa Katolickiego Uniwersytetu Jana Pawła II.

## Wybrane publikacje
- 1959 : Isidore de Séville et la culture classique dans l’Espagne wisigothique.
- 1960 : Isidore de Séville, Traité de la nature, suivi de l’Épître en vers du roi Sisebut à Isidore, édition critique, traduction annotée et introduction.
- 1966 : Tertullien. Sur la couronne, édition critique, introduction et annotations.
- 1967-1969 : Sulpice Sévère, Vie de Saint-Martin, introduction, texte et traduction, commentaire puis commentaire et index.
- 1968 :
  - Aspects et problèmes de la prose d’art au IIIe siècle : la genèse des styles latins chrétiens.
  - Ammien Marcellin, Histoire.
- 1970 : La littérature latine chrétienne.
- 1973-1977 : L’art préroman hispanique
- 1980 : Études sur la poésie latine tardive d’Ausone à Prudence.
- 1981 : Naissance de la poésie dans l’Occident chrétien. Esquisse d’une histoire de la poésie latine chrétienne du IIIe au VIe siècle.
- 1985 : Senlis, berceau de la France, avec Anne Fontaine.
- 1986 : Culture et spiritualité en Espagne du IVe au VIIe siècle.
- 1988 : Tradition et actualité chez Isidore de Séville.
- 1992 :
  - Saint Augustin. Confessioni, Introduzione generale.
  - Ambroise, Hymnes, édition critique, traduction et commentaires.
- 2000 :  Histoire et archéologie de la péninsule Ibérique antique, chronique VI (1993-1997), in Revue des études anciennes.
- 2001 : Isidore de Séville : genèse et originalité de la culture hispanique au temps des Wisigoths.

## Publikacje w języku polskim
- Chrześcijańska literatura łacińska: rys historyczny, przeł. Jan Słomka, Tarnów: „Biblos” 1997.